# سيغوين
سيغوين (بالإنجليزية: Seguin, Texas)‏ هي مدينة تقع بولاية تكساس في شمال شرق الولايات المتحدة. تبلغ مساحة هذه المدينة 49.7 (كم²)، وترتفع عن سطح البحر 159 م، بلغ عدد سكانها 25175 نسمة في عام 2010 حسب إحصاء مكتب تعداد الولايات المتحدة وتصل الكثافة السكانية فيها 812.1 نسمة/كم2.

## التركيبة السكانية
حدّد مكتب تعداد الولايات المتحدة بيانات التركيبة السكانية لسيغوين في تعداد الولايات المتحدة. في ما يلي، التركيبة السكانية حسب تعدادي 2000 و2010.

### تعداد عام 2000
بلغ عدد سكان سيغوين 22,011 نسمة بحسب تعداد عام 2000، وبلغ عدد الأسر 7,526 أسرة وعدد العائلات 5,235 عائلة مقيمة في المدينة. في حين سجلت الكثافة السكانية 220.9 نسمة لكل كيلومتر مربع (572.1/ميل2). وبلغ عدد الوحدات السكنية 8,164 وحدة بمتوسط كثافة قدره 81.9 لكل كيلومتر مربع (212.1/ميل2).
وتوزع التركيب العرقي للمدينة بنسبة 65.41% من البيض و9.10% من الأمريكيين الأفارقة و0.61% من الأمريكيين الأصليين و0.86% من الأمريكيين ذوي الأصول الآسيوية و0.05% من سكان جزر المحيط الهادئ و20.34% من الأعراق الأخرى و3.63% من عرقين مختلطين أو أكثر و53.01% من الهسبانيون أو اللاتينيون من أي عرق.
بلغ عدد الأسر 7,526 أسرة كانت نسبة 39.7% منها لديها أطفال تحت سن الثامنة عشر تعيش معهم، وبلغت نسبة الأزواج القاطنين مع بعضهم البعض 46.9% من أصل المجموع الكلي للأسر، ونسبة 17% من الأسر كان لديها معيلات من الإناث دون وجود شريك،  بينما كانت نسبة 5.7% من الأسر لديها معيلون من الذكور دون وجود شريكة وكانت نسبة 30.4% من غير العائلات. تألفت نسبة 25.9% من أصل جميع الأسر من عدة أفراد يعيشون في نفس المنزل ونسبة 12.8% كانت تتألف من شخص يعيش بمفرده يبلغ من العمر 65 عاماً أو أكثر. وبلغ متوسط حجم الأسرة المعيشية 2.73، أما متوسط حجم العائلات فبلغ 3.29.
بلغ العمر الوسطي للسكان 32.6 عاماً. وكانت نسبة 27.4% من القاطنين تحت سن الثامنة عشر، وكانت نسبة 9.5% بين الثامنة عشر والرابعة والعشرين عاماً، ونسبة 24.5% كانت واقعةً في الفئة العمرية ما بين الخامسة والعشرين والرابعة والأربعين عاماً، ونسبة 18.4% كانت ما بين الخامسة والأربعين والرابعة والستين، ونسبة 13.5% كانت ضمن فئة الخامسة والستين عاماً فما فوق. يوجد لكل 100 أنثى 91.8 ذكر، ويوجد لكل 100 أنثى في الثامنة عشر من عمرها فما فوق 87.8 ذكر.
بلغ متوسط دخل الأسرة في المدينة 31,618 دولارًا، أما متوسط دخل العائلة فبلغ 36,931 دولارًا. وكان متوسط دخل الذكور 27,007 دولارًا مقابل 19,690 دولارًا للإناث. وسجل دخل الفرد الخاص بالمدينة 13,740 دولارًا. وكانت نسبة 13.2% من العائلات ونسبة 17.2% من السكان تحت خط الفقر، وكان من هؤلاء نسبة 22.8% تحت سن الثامنة عشر ونسبة 13.6% في الخامسة والستين من العمر وما فوق.

### تعداد عام 2010
بلغ عدد سكان سيغوين 25,175 نسمة بحسب تعداد عام 2010، وبلغ عدد الأسر 8,794 أسرة وعدد العائلات 5,968 عائلة مقيمة في المدينة. في حين سجلت الكثافة السكانية 252.6 نسمة لكل كيلومتر مربع (654.2/ميل2). وبلغ عدد الوحدات السكنية 9,714 وحدة بمتوسط كثافة قدره 97.5 لكل كيلومتر مربع (252.5/ميل2).
وتوزع التركيب العرقي للمدينة بنسبة 75.92% من البيض و8.05% من الأمريكيين الأفارقة و0.55% من الأمريكيين الأصليين و0.88% من الأمريكيين ذوي الأصول الآسيوية و0.04% من سكان جزر المحيط الهادئ و12% من الأعراق الأخرى و2.55% من عرقين مختلطين أو أكثر و55.36% من الهسبانيون أو اللاتينيون من أي عرق.
بلغ عدد الأسر 8,794 أسرة كانت نسبة 35.4% منها لديها أطفال تحت سن الثامنة عشر تعيش معهم، وبلغت نسبة الأزواج القاطنين مع بعضهم البعض 43.9% من أصل المجموع الكلي للأسر، ونسبة 17.9% من الأسر كان لديها معيلات من الإناث دون وجود شريك،  بينما كانت نسبة 6.1% من الأسر لديها معيلون من الذكور دون وجود شريكة وكانت نسبة 32.1% من غير العائلات. تألفت نسبة 27.3% من أصل جميع الأسر من عدة أفراد يعيشون في نفس المنزل ونسبة 13.1% كانت تتألف من شخص يعيش بمفرده يبلغ من العمر 65 عاماً أو أكثر. وبلغ متوسط حجم الأسرة المعيشية 2.68، أما متوسط حجم العائلات فبلغ 3.25.
بلغ العمر الوسطي للسكان 35.3 عاماً. وكانت نسبة 25.4% من القاطنين تحت سن الثامنة عشر، وكانت نسبة 12.4% بين الثامنة عشر والرابعة والعشرين عاماً، ونسبة 23% كانت واقعةً في الفئة العمرية ما بين الخامسة والعشرين والرابعة والأربعين عاماً، ونسبة 23.2% كانت ما بين الخامسة والأربعين والرابعة والستين، ونسبة 16% كانت ضمن فئة الخامسة والستين عاماً فما فوق. وتوزع التركيب الجنسي للسكان بنسبة 48.3% ذكور و51.7% إناث.

## توأمة
لسيغوين اتفاقيات توأمة مع كل من:
- Millicent, South Australia [الإنجليزية]‏
- فشتا
- سان نيكولاس دي لوس غارزا

## أعلام
- جورج فرانكلين
- رولاند هاربر
- رولاند دبليو. شميت
- باك هاريس
- نانسي غريفيث
- جون آيرلادند

## وصلات خارجية
- The US50 - Cities and Towns in Texas State